# Người đàn ông thép
Người đàn ông thép (tiếng Anh: Man of Steel) là bộ phim viễn tưởng hành động siêu anh hùng Mỹ phát hành năm 2013 dựa trên nhân vật hoạt hình Superman của DC Comics - nhân vật này được tạo ra bởi hai tác giả Jerry Siegel và Joe Shuster. Phim là một bước khởi động lại toàn bộ loạt phim Superman, kể lại từ đầu cuộc đời nhân vật chính. Phim công chiếu trên toàn thế giới vào ngày 14 tháng 6 năm 2013.
Man of Steel cũng chia sẻ chung một không gian giả tưởng với các nhân vật khác của DC Comics.

## Nội dung
Hành tinh Krypton đang mất ổn định vì nguồn năng lượng bị khai thác quá mức. Jor-El, nhà khoa học và cũng là trưởng ban cố vấn của Krypton, xin hội đồng cho phép ông kiểm soát kho dự trữ huyết thống di truyền. Trong khi đó Tướng Zod dẫn đầu một đội quân tạo ra cuộc nổi loạn và bắt giữ các ủy viên hội đồng. Nhận ra Krypton sắp tận thế, Jor-El đã ăn cắp codex - báu vật huyết thống quý giá của hành tinh - và đưa chúng vào DNA của Kal-El, con trai sơ sinh của ông, đứa trẻ Krypton đầu tiên được sinh ra theo cách tự nhiên trong suốt nhiều thế kỷ. Hai vợ chồng Jor-El và Lara-El cho phóng chiếc phi thuyền đưa Kal-El đến Trái Đất. Zod không lấy được codex nên tức giận giết chết Jor-El. Quân chính phủ sớm dập tắt cuộc nổi loạn của Zod, đội quân của hắn bị giam giữ trong vùng Phantom Zone. Cả hành tinh Krypton bị nổ tung không lâu sau đó.
Chiếc phi thuyền chở Kal-El đáp xuống thị trấn Smallville, tiểu bang Kansas, Hoa Kỳ. Hai vợ chồng Jonathan Kent và Martha Kent tìm thấy Kal-El và nuôi dưỡng cậu đến khôn lớn, đặt tên là Clark Kent. Clark sở hữu nhiều khả năng phi thường nên cậu buộc phải sống cô lập để tránh sự chú ý của mọi người xung quanh. Jonathan kể cho Clark nghe về nguồn gốc thật sự của cậu, khuyên cậu nên che giấu siêu năng lực. Nhiều năm sau, Jonathan chấp nhận chết trong một cơn bão chứ không muốn Clark giải cứu ông, ông lo sợ người khác sẽ chú ý đến một người phi thường như Clark. Cảm thấy đau buồn và muốn tìm hiểu thêm về cuộc sống, Clark bắt đầu đi khắp nơi trên thế giới, sử dụng nhiều tên giả.
Nữ nhà báo Lois Lane của tòa soạn Daily Planet đến quần đảo Bắc Cực thuộc Canada để khám phá một con tàu vũ trụ của Krypton xuất hiện tại đây. Clark cũng đang làm việc trong khu vực này, anh vào trong con tàu và khởi động dàn máy tính của nó bằng cách sử dụng chiếc chìa khóa Jor-El để lại cho anh. Anh gặp được trí tuệ nhân tạo mang hình dạng của cha mình. Trí tuệ nhân tạo giải thích rằng Clark được đưa đến Trái Đất để dẫn dắt loài người, đồng thời tặng cho anh một bộ trang phục của Krypton mang biểu tượng "Hi vọng". Lois đi theo Clark vào trong con tàu thì bị một cỗ máy tấn công. Clark đành dùng tia nhìn laser của mình để chữa vết thương của Lois trước khi mặc bộ trang phục rồi thử nghiệm khả năng bay lượn. Về lại thành phố Metropolis, Lois thuyết phục ông sếp Perry White xuất bản một bài báo về Clark nhưng không được chấp nhận. Cô đành đến nhà của gia đình Clark ở Smallville, quyết tâm tìm hiểu sự thật. Lois thuyết phục Clark để cô công khai tiểu sử của anh, nhưng sau khi nghe Clark kể về sự hi sinh của Jonathan, cô quyết định giữ bí mật cho Clark.
Sự hủy diệt của hành tinh Krypton vô tình giải thoát cho tướng Zod và phiến quân của hắn ra khỏi Phantom Zone, chúng bắt được tín hiệu của con tàu vũ trụ và kéo đến Trái Đất. Nghi ngờ Kal-El đang ở gần đây, Zod gửi lời đe dọa đến toàn bộ loài người, yêu cầu Clark ra đầu hàng nếu không hắn sẽ làm hại loài người. Clark đến gặp quân đội Mỹ và đồng ý lên phi thuyền của Zod, Lois cũng bị bắt buộc đi theo làm con tin. Zod tiết lộ rằng hắn có kế hoạch dùng cỗ máy khổng lồ tên World Engine để biến Trái Đất thành Krypton mới. Jax-Ur - nhà khoa học của Zod - dự định lấy huyết thống trong người Clark để tạo ra một đội quân hùng hậu đi hủy diệt loài người.
Sử dụng trí tuệ nhân tạo Jor-El để đổi hướng bay của chiếc phi thuyền, Clark và Lois chạy thoát thành công rồi cảnh báo quân đội Mỹ về kế hoạch của Zod. Một cuộc chiến dữ dội diễn ra giữa Clark và đội quân của Zod sau khi Zod đe dọa Martha. Zod cho đặt cỗ máy World Engine ở Ấn Độ Dương, đặt phi thuyền Black Zero ở Metropolis, cỗ máy và phi thuyền bắt đầu tác động mạnh vào sâu trong lòng Trái Đất để thay đổi địa hình và khí quyển. Vụ việc trên đã làm một phần Metropolis bị sụp đổ. Clark phá hủy cỗ máy World Engine ở Ấn Độ Dương trong khi quân đội vận chuyển chiếc phi thuyền năm xưa của Clark trên máy bay Boeing C-17 rồi đâm vào phi thuyền Black Zero ở Metropolis, đưa đội quân của Zod trở về Phantom Zone. Kế hoạch hồi sinh Krypton bị phá sản, Zod tức giận thề rằng sẽ phá hủy Trái Đất và tiêu diệt loài người để trả thù. Clark và Zod lao vào đánh nhau, cả hai bay khắp thành phố khiến vài tòa nhà đổ sập, cuối cùng Clark phải giết chết Zod khi hắn cố gắng tấn công dân thường trong nhà ga.
Clark quyết định sử dụng biệt danh "Superman" do quân đội đặt cho anh và thuyết phục chính phủ cho anh hoạt động độc lập. Hơn 30 năm sống trên Trái Đất, anh đã xem mình là một người Trái Đất và còn lương tâm con người nên sẽ không có chuyện anh chống lại loài người. Clark và Lois trở thành một đôi yêu nhau. Clark cũng cần một công việc ổn định vào những lúc anh không làm siêu anh hùng. Anh xin làm nhà báo trong tòa soạn Daily Planet, nhờ vậy anh được ở bên cạnh Lois, đồng thời có thể tìm hiểu nhiều tin tức trên thế giới.

## Diễn viên
- Henry Cavill vai Clark Kent / Kal-El / Superman[9], một anh hùng đến Trái Đất sau khi hành tinh của anh ta bị hủy diệt. Anh được Jonathan và Martha Kent nuôi lớn và trở thành nhà báo của tòa soạn Daily Planet.
- Amy Adams vai Lois Lane[10], một nhà báo của tòa soạn Daily Planet và là người yêu của Clark Kent.
- Michael Shannon vai Tướng Zod, một vị tướng người Krypton với sức mạnh giống như Superman[11].
- Kevin Costner và Diane Lane vai Jonathan và Martha Kent[12], bố mẹ nuôi của Clark Kent.
- Laurence Fishburne vai Perry White, tổng biên tập của tòa soạn Daily Planet, là sếp của Lois Lane and Clark Kent.
- Antje Traue vai Faora, một chiến binh người Krypton đi cùng Zod.
- Russell Crowe vai Jor-El, cha ruột của Superman.
- Ayelet Zurer vai Lara-El, mẹ ruột của Superman và là vợ của Jor-El.
- Harry Lennix vai Đại tướng Swanwick
- Christopher Meloni vai Đại tá Hardy
- Rebecca Buller vai Jenny Olsen
- Richard Schiff vai Emil Hamilton[13]

## Phát triển
Sau thất bại tương đối của phim Superman Returns do Bryan Singer đạo diễn, vốn không đạt được mức doanh thu mong muốn cho Warner Bros, ý tưởng làm một phần phim Superman mới từ lâu bị xếp xó. Tuy nhiên, hãng Warner về sau đã quyết định làm một phần mới dựa trên hình mẫu của Batman Begins và hai phần "hit" tiếp theo của nó là The Dark Knight và The Dark Knight Rises. Đạo diễn Christopher Nolan, anh trai của ông là Jonathan và David S. Goyer, một người có kinh nghiệm về chuyển thể truyện tranh lên phim, được đưa vào dự án. Do kẹt quay phim The Dark Knight Rises, Christopher Nolan lập tức công bố sẽ chỉ tham gia sản xuất chứ không đạo diễn phim.. Ngày 4 tháng 10 năm 2010, Zack Snyder công bố sẽ tham gia đạo diễn phim sau khi kết thúc làm phim Sucker Punch. Ngày 18 tháng 10 năm 2010, Zack Snyder nói rằng phim "sẽ tập trung vào những ngày đầu của Superman và không có liên hệ với các phim trước" ("As I have already explained, the film will focus on early days of Superman, so there will be no links with other films...").

## Sản xuất

### Nhân lực
Zack Snyder đảm nhận vai trò đạo diễn trong khi Christopher Nolan, Charles Roven, Deborah Snyder, và Emma Thomas tham gia sản xuất. Kịch bản viết bởi David S. Goyer. Phim phát hành bởi Warner Bros. với các diễn viên tham gia gồm: Henry Cavill, Amy Adams, Michael Shannon, Kevin Costner, Diane Lane, Laurence Fishburne, Antje Traue, Ayelet Zurer, Russell Crowe, Christopher Meloni, Harry Lennix và Richard Schiff. Weta Digital, Moving Picture Company, và Double Negative đảm nhận vai trò kỹ xảo và hiệu ứng hình ảnh cho phim.

Poster quảng bá phim, thể hiện tạo hình nhân vật Superman. Phiên bản trang phục dùng trong phim không còn "quần lót đỏ" quen thuộc.

### Địa điểm
Phần lớn phim quay tại Chicago, Illinois. Các địa điểm khác bao gồm Toronto, Ontario, Plano, Illinois, Vancouver, và Tây Chicago, Illinois. Tòa soạn báo Daily Planet sẽ thực hiện dựa trên hai tòa nhà: Chicago Board of Trade Building và Willis Tower.

### Đoàn làm phim
Chỉ có năm thành viên đoàn làm phim là Christopher Nolan, Emma Thomas, Charles Roven, David S. Goyer, và Hans Zimmer đã từng tham gia loạt ba phim Batman của Nolan. Hans Zimmer sẽ soạn nhạc phim. Đây sẽ là phim Superman đầu tiên không sử dụng phần nhạc nền ghi dấu ấn của John Williams.

## Thay đổi
Henry Cavill là diễn viên "không phải người Mỹ" đầu tiên vào vai Clark Kent trong khi Laurence Fishburne là người da đen đầu tiên nhận vai Perry White nếu tính trên các phim điện ảnh. Zack Snyder khẳng định không có đá Krypton - điểm yếu nhất của Superman - trong phim. Ông cũng cho biết rằng dù rất cố gắng tham khảo gần 1500 phiên bản trang phục của Superman có cái "quần lót đỏ" nhưng vẫn thất bại trong việc giữ lại chi tiết này khi lên phim.

## Đánh giá và tiếp nhận
Cho đến nay bộ phim được trang Rotten Tomatoes đánh giá tích cực với 57% - gần với mức "tươi ngon". Nhiều người tuy bày tỏ sự thất vọng về phim nhưng cho rằng nó mang lại đủ sự hành động cho khán giả để trở thành một phim siêu anh hùng hay và đáng xem.
Trang Metacritic cho bộ phim điểm trung bình 55/100, dựa trên 47 nhận xét, cho thấy một kết quả "trung bình". CinemaScore khảo sát khán giả dưới 18 cho kết quả "A-", và kết quả "A" cho đối tượng trên 50 tuổi, trên thang từ "A+ tới F".
Man of Steel đạt doanh thu 128,681,486 USD tại Bắc Mỹ, tính tới 16 tháng 6 năm 2013, và khoảng 71,600,000 USD tại các nước khác tính tới 16 tháng 6 năm 2013, đạt tổng doanh thu toàn cầu 200,281,486 USD. Phim thu về 202.1 triệu USD trong cuối tuần công chiếu, trong đó có 17.5 triệu USD từ các rạp chiếu IMAX.

### Giải thưởng
| Năm  | Giải thưởng           | Hạng mục                               | Đối tượng đề cử | Kết quả   |
| ---- | --------------------- | -------------------------------------- | --------------- | --------- |
| 2013 | NewNowNext Awards     | Cause You're Hot                       | Henry Cavill    | Đề cử     |
| 2013 | NewNowNext Awards     | Phim "mới-phải-xem"                    | Man of Steel    | Đoạt giải |
| 2013 | Golden Trailer Awards | Áp phích phim bom tấn hè 2013 xuất sắc | Man of Steel    | Đoạt giải |
| 2013 | Golden Trailer Awards | Áp phích quảng bá xuất sắc             | Man of Steel    | Đề cử     |
| 2013 | Golden Trailer Awards | Trailer phim bom tấn hè 2013 xuất sắc  | Man of Steel    | Đề cử     |